# 小月河
39°58′28″N 116°21′02″E / 39.97452°N 116.35053°E
小月河是北京地区的一条河流，为清河的支流。

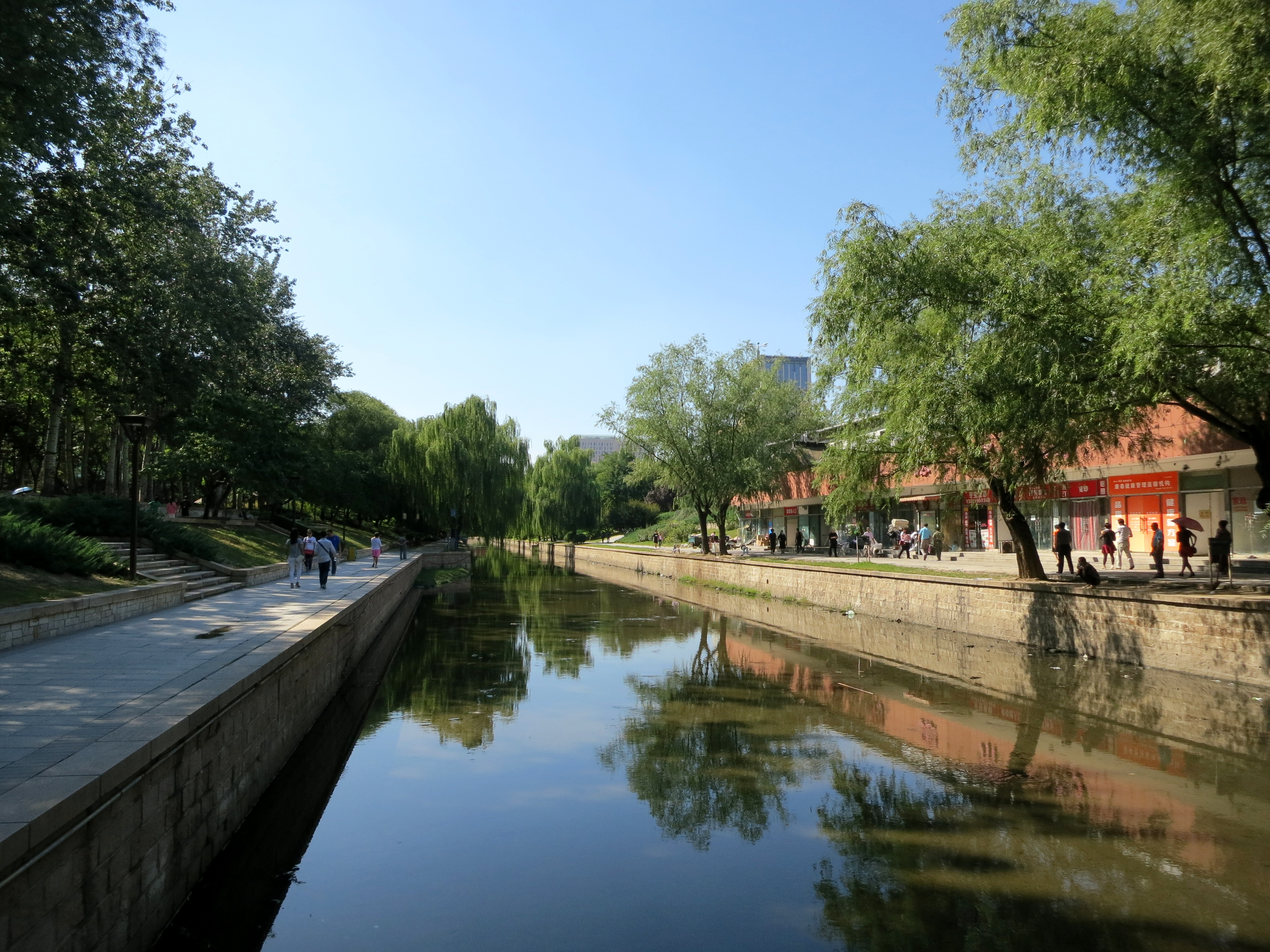
小月河（2015年9月）

发源自德胜门外关厢，上游为西北土城沟。1985年后与长河暗渠相接，然后向北，沿土城沟流经黄亭子，向东至祁家豁子，再北折入小月河故道，在京藏高速公路西侧大致与其平行，在上清桥西北汇入清河，全长10.25公里。
1984年，广济桥由清河迁建至小月河口。